# Pierre Corteiz
Pierre Corteiz ou Pierre Carrière, né à Nojaret dans la commune de Vialas en Lozère vers 1683 et mort à Zurich en 1767, est un pasteur français. 

## Biographie
Pierre Corteiz est le fils de Jacques, ancien de l'Église réformée et propriétaire, et de Diane Durand. Il prend part à la guerre des Camisards. Il est prédicant à partir de 1700. Il profite des passeports octroyés à l'issue de la guerre des Camisards par le duc de Villars pour passer en Suisse, en 1704,. Il prend alors ses distances à l'égard des Camisards, et particulièrement des « Inspirés ».
Il est tisserand à Lausanne, mais reste en liens avec les camisards et se fait octroyer, pour rentrer en France au moment où se prépare une nouvelle insurrection, un ministère extraordinaire. Le projet d'insurrection échoue et il reste en Suisse, à Genève. Il rentre en France en 1709, avec deux prédicants, Étienne Arnaud et Salomon Sabatier. Il est à Lausanne à partir de mai 1712, il se marie avec Isabeau Nadal, huguenote veuve et réfugiée de 29 ans, le couple a un fils qui meurt en bas âge.
Il repart en France en mai 1713 après une sombre histoire d'héritage qui le fait bannir de Lausanne et se réfugier à Genève, il passe par le Dauphiné pour regagner les Cévennes. Il est consacré pasteur à Zurich le 15 août 1718 et lui-même consacre en 1718 Antoine Court auquel il a fait appel pour l'aider en Languedoc. Il participe au premier synode national de 1726 dans le Vivarais, avec Jacques Roger (1665-1745), pasteur dans le Dauphiné exécuté en 1745, et Antoine Court. Corteiz est pasteur dans les Cévennes jusqu'en 1733, date à laquelle il rejoint la Suisse. Il meurt à Zurich en 1767.
Il écrit en 1728, à la demande d'Antoine Court, ses mémoires, intitulés Relation historique des principaux événements qui sont arrivés à la religion protestante depuis la révocation des Edits de Nantes l’an 1685 jusques à l’an présent 1728.